# 一橋文哉
一橋 文哉（いちはし ふみや、1954年 - ）は、日本のジャーナリスト。本名・広野伊佐美。

## 来歴
東京生まれ。早稲田大学卒業。
ペンネームは毎日新聞記者・サンデー毎日副編集長であった事から「一ツ橋のブン屋」を捻ってつけたものである。1995年「ドキュメント『かい人21面相』の正体」（雑誌ジャーナリズム賞受賞）でデビュー。新潮社発行の『新潮45』で執筆。昭和から平成の大事件に関する著書がある。本名で発表した著書を立花隆に酷評されたことがきっかけで、変名にした。「個人」としては存在せず、複数記者による取材班のチーム名とも言われている（暴力団や裏社会を取材する際の、身の安全上必要と思われる）。
毎回“犯人”に会うなどして“新事実を発見”し、“世紀の大スクープ”を連発しているものの、その後、新聞やテレビが後追い報道したことは無く、内容には過剰な創作表現や盗作が含まれるとの声もある。
麻原彰晃の最期について、メディアの報道とは全く異なる記述をしている。一橋によれば麻原は「チクショー。やめろ」と叫びながら独居房から刑場へ連れて行かれ、連行中はブツブツ小言を言い、苦しみながら絶命したという。しかし週刊朝日（オンライン版2018年7月15日）の報道では連行中の麻原はさしたる反応もなく、暴れたり声を発したりすることはなかったとされる。法務省は死刑執行文書を開示しているが、執行状況は黒塗りであり、麻原の最期や死亡時の状況は不明である。

## 著書
- 『幼児売買　―マフィアに侵略された日本―』（毎日新聞社、1992）本名で執筆
- 『闇に消えた怪人　―グリコ・森永事件の真相―』（新潮社、1996）のち文庫
- 『三億円事件』（新潮社、1999）のち文庫
- 『オウム帝国の正体』（新潮社、2000）のち文庫
- 『宮﨑勤事件　―塗り潰されたシナリオ―』（新潮社、2001）のち文庫
- 『「赤報隊」の正体　―朝日新聞阪神支局襲撃事件―』（新潮社、2002）のち文庫
- 『ドナービジネス』（新潮社、2002）のち文庫
- 『未解決　―封印された五つの捜査報告―』（新潮社、2011）文庫版のみ
- 『となりの闇社会』（PHP新書、2012）
- 『国家の闇』（角川書店、2012）
- 『マネーの闇』（角川書店、2013）
- 『モンスター　―尼崎連続殺人事件の真実―』（講談社、2014）
- 『餃子の王将社長射殺事件』（KADOKAWA、2014）
- 『世田谷一家殺人事件　―15年目の新事実―』（角川書店、2015）
- 『オウム真理教事件とは何だったのか？』（PHP新書、2018）
- 『外国人ヒットマン』KADOKAWA、2019年9月。ISBN 978-4-04-105929-6。
- 『政界ヤクザ』KADOKAWA〈角川文庫〉、2020年6月。ISBN 978-4-04-109406-8。
- 『もう時効だから、すべて話そうか 重大事件ここだけの話』小学館〈小学館文庫〉、2021年5月。ISBN 978-4-09-407011-8。